# ヒストンFC
ヒストン・フットボール・クラブ（Histon Football Club）はイングランド、ケンブリッジシャー州、ヒストン＆インピントンを本拠地とするサッカークラブチームである。2012-2013シーズンはカンファレンス・ノース（6部相当）に所属。

## タイトル

### 国内タイトル
- カンファレンス・サウス:1回

2006-2007
- サウザンフットボールリーグ:1回

2004-2005
- メリット・カップ:1回

2003-2004
- イースタンカウンティーズリーグ・プレミアディヴィジョン:1回

1999-2000
- イースタンカウンティーズリーグ・ディヴィジョン1:1回

1996-1997
- イースタンカウンティーズ・リーグカップ:1回

1990-1991
- プロフェッショナルカップ:3回

2001-2002,2002-2003,2003-2004
- インヴィテーションカップ:7回

1977-1978,1979-1980,1984-1985,1996-1997,2000-2001,2003-2004,2004-2005
- ノンリーグ・フェアプレーアワード:1回

2003-2004

### 国際タイトル
- なし